# Livre de Rhodésie du Sud
Pour les articles homonymes, voir Livre (monnaie).
La livre (en anglais, pound) est l'ancienne monnaie officielle de la Rhodésie du Sud, de 1896 à 1955.

## Histoire monétaire
En 1896, une banque privée fait fabriquer les premiers billets au nom de la Rhodésie du Sud, exprimés en livre sterling. En 1932, une première série de pièces de monnaie est frappée, propre au pays, suivant la division classique de la livre en 20 shillings ou 240 pence. En 1938, le Southern Rhodesia Currency Board (Conseil monétaire de la Rhodésie du Sud) est fondée à Salisbury (actuelle Harare) qui prend en charge les émissions en papier monétaire, qui ont par ailleurs cours légal en Rhodésie du Nord et dans le Nyassaland. En 1953, ces trois derniers pays s'unissent et forme la Fédération de Rhodésie et du Nyassaland, où circulent la livre de Rhodésie du Sud jusqu'en 1955. La même année, le Southern Rhodesia Currency Board est renommé le Central Africa Currency Board. En 1956, cette monnaie est totalement remplacée à parité avec la livre de la fédération de Rhodésie et du Nyassaland.

## Émissions monétaires

### Pièces de monnaie
En 1932, sont frappées de pièces en argent à 925 millièmes pour des valeurs de 3 et 6 pence, et de 1, 2 et 2,6 shillings. En 1934, cette série est complétée par les frappes en cupronickel de 1/2 et 1 penny, pièces au format troué. En 1942, le bronze remplace le cupronickel pour ces deux dernières pièces, tandis que le titrage d'argent est abaissé en 1944 à 500 millièmes pour les valeurs supérieures. En 1947, les émissions en argent sont remplacées par du cupronickel. Les dernières frappent ont lieu en 1954. Une pièce commémorative célébrant le centenaire de la naissance de Cecil Rhodes est émise en 1953 pour une valeur de 5 shillings à 500 millièmes, frappée à 124 000 exemplaires.

### Billets de banque
La filiale rhodésienne de la Standard Bank of South Africa décide de faire fabriquer en 1896 des coupures  de 1 et 5 livres aux armes de la Rhodésie du Sud. Plus tard, elle complète la série par une coupure de 10 shillings. D'autres banques suivent cet exemple dont la Barclays. Ces émissions privées cessent en 1938.
En 1939, le Southern Rhodesia Currency Board fait fabriquer par Bradbury Wilkinson and Company (en) une première série officielle de billets pour des valeurs de 10 shillings, 1 et 5 livres. Un billet de 5 shillings est émis en 1943. Un billet de 10 livres est émis en 1953. Les motifs choisis au verso des billets sont les chutes Victoria (10 s. et 5 livres), les ruines du Grand Zimbabwe (1 livre) et des éléphants (10 livres).